# Engelbert Schue
Engelbert Schue (* 3. März 1772 in Trittenheim; † 22. Dezember 1847 in Trier) war ein deutscher katholischer Geistlicher und Hochschullehrer.

## Leben
Engelbert Schue wurde als zweites Kind von Josef Michael Schue (* 1741; † unbekannt), der Weinbau und Landwirtschaft betrieb, sowie dessen Ehefrau Anna Margarete (* 1749; † unbekannt), geb. Adams, geboren.
Seine erste Schulbildung erhielt er an der dörflichen Schule. Nach der Primärschulzeit besuchte er 1781 das auf zwei Jahre angelegte Tyrocinium (eine Art Vorschule, die auf den Besuch des Gymnasiums vorbereiten sollte) in Bernkastel. Dieses wurde von den Kapuzinern betreut, dem im Konvent der Onkel von Engelbert Schule, Matthias Johann Schue, mit dem Ordensnamen Romanus vorstand. Durch diese Schule war der Übergang von der Elementarschule zum Gymnasium möglich, weil die Schüler die lateinische Sprache erlernten und Kenntnisse in Geschichte, in der Erdbeschreibung und Rechnen erwarben.
Als Bewohner des Obererzstiftes besuchte er das Gymnasium in Trier und trat dort 1784 in die 1. Klasse des Kurfürstlichen Gymnasiums (heute Friedrich-Wilhelm-Gymnasium) ein. Die Jesuiten, die bis zu der Aufhebung des Ordens 1773 das Gymnasium führten, hatten den Brauch eingeführt, das am Ende eines Schuljahres die besten Schüler in Anwesenheit der Eltern und vor geladenen Gästen mit Prämien belohnt wurden, die sogenannten „Goldenen Bücher“. Die Ergebnisse wurden im Trierischen Wochenblatt veröffentlicht. 1785/86 erscheint sein Name noch unter den Certanten (das waren die Schüler, die zwar keine Buchprämie erhielten, jedoch aus pädagogischen Gründen erwähnt wurden). Am 30. September 1787 veröffentlichte die Zeitung, das „... aus der V. Klasse der erste Preis an Engelbert Schue aus Trittenheim ging“. Der Preis war Cicero’s Reden in 3 Bänden. Auch in seinem letzten Gymnasialjahr erhielt er eine Prämie.
Mit dem Abschluss des Gymnasiums konnte er noch nicht direkt das Theologiestudium beginnen, weil die mittelalterliche Universitätsstruktur vorsah, das vor dem Studium eines Faches der „oberen Fakultät“ (z. B. Theologie, Jura, Medizin) ein zweijähriges Philosophicum, die sogenannte „untere Fakultät“ zu absolvieren war. So begann er 1788 seine philosophischen Studien an der kirchlichen Hochschule Trier und im reformierten Clementinischen Seminar.
Mitte November 1790 nahm er sein Theologie-Studium in Trier auf und empfing am 17. Dezember durch Weihbischof Jean-Marie Cuchot d’Herbain (1727–1801) die Tonsur sowie die Niederen Weihen und war somit im Stand der Kleriker aufgenommen. Amt 21. September 1793 wurde er in der Dreifaltigkeitskirche durch Pierre-Joseph Perreau (1722–1805), ein französischer Emigrant und Titularbischof zum Subdiakon geweiht. Am 5. April 1794 wurde er durch Pierre-Joseph Perreau zum Diakon geweiht.
Aufgrund der französischen Revolution und den sich dadurch nähernden kriegerischen Unruhen, musste er das Studienjahr 1793/94 vorzeitig beenden, nachdem am 9. August 1794 das kurfürstliche Trier durch französische Revolutionstruppen besetzt wurde und die Studierenden, wegen der Unmöglichkeit einer geregelten Fortführung des akademischen Betriebes, nach Hause entlassen wurden.
Am 22. März 1795 wurde er in Köln durch Erzbischof Karl Aloys von Königsegg-Aulendorf zum Priester geweiht und kehrte anschließend nach Trittenheim zurück und machte dort, während seines einjährigen Kaplandienstes erste Erfahrungen in der Seelsorge. Nachdem sich die Lage beruhigt hatte, wurde er als Kaplan nach Großmaischeid delegiert, um dort Pfarrer Jakob Aloys Kilian (1757–1825) zu unterstützen. Er blieb dort bis 1802 und nahm dann für zwei Jahre die Aufgabe eines Hauslehrers in der Ehrenbreitsteiner Familie Eschermann war.
Der am 26. September 1802 in Trier inthronisierte neue Bischof Charles Mannay mühte sich um die Reorganisation der Pfarrseelsorge und errichtete (wieder) das Bischöfliche Priesterseminar Trier, das die „Pflanzstätte“ des geistlichen Lebens der Priester und daher die Voraussetzung für eine gute Seelsorge in seinem Bistum sein sollte.
Im Wintersemester 1805 wurde das Klerikerseminar eröffnet und die Lehrfächer Dogmatik und die gesamte Kirchengeschichte wurden in Personaleinheit doziert, dazu kam noch die Einordnung des Kirchenrechts in die Kirchengeschichte. Zunächst wurden beide Dozenturen an Matthias Johann Schue übertragen. Im Vorausblick, das Engelbert Schue 1806 die Lehrstühle übernehmen sollte, wurde dieser für einen neunmonatigen Studienaufenthalt an das Priesterseminar Ste. Sulpice in Paris freigestellt, dem als Weltpriesterkongregation die Ausbildung des französischen Klerus seit dem 17. Jahrhundert oblag. Anschließend übertrug ihm Bischof Mannay zum 1. Oktober die Professuren für Dogmatik und Kirchengeschichte. Am 10. Januar 1822 wurde er zum Domherr ernannt.
1824 wurde Joseph von Hommer (1760–1836) zum Bischof von Trier ernannt. Dieser äußerte gegenüber dem Oberregierungsrat Johann Heinrich Schmedding, das Engelbert Schue zwar ein guter Dogmatiker sei, aber mit der neueren Philosophie doch zu wenig bekannt und daher nicht geeignet sei, junge Theologen zufriedenstellen zu können, die tiefer reflektieren wollten. Dies führte dazu, dass Engelbert Schue im Wintersemester 1826/27 seinen Katheder in Dogmatik an den Nachfolger Johann Joseph Rosenbaum (1789–1867) übergab. Nun war er zwar vom dogmatischen Lehrstuhl befreit, sollte aber seine Kenntnisse der Dogmatik nicht so schnell ruhen lassen, denn sein Nachfolger war Schüler des Bonner Theologen Georg Hermes (1725–1831) und durch dessen Grundhaltung geprägt. Die Verurteilung theologischer Sätze des Bonner Theologen Hermes bzw., des Hermesianismus im Breve „Dum acerbissum“ (1835) brachte Johann Josef Rosenbaum in den Verdacht, hermesianische Irrtümer vorzutragen; daher wurde er angehalten, seine Manuskripte in eine orthodoxe Form umzuarbeiten und sie dem Generalvikariat zur Prüfung vorzulegen. Diese Manuskripte reichte der Generalvikar und Bistumsverweser Wilhelm Anrold Günther (1763–1843) an Engelbert Schue weiter, der sie zu zensieren hatte.
1831 schied Engelbert Schue mit der Emeritierung vom Kirchengeschichts-Lehrstuhl endgültig aus dem Lehrbetrieb des Priester-Seminars aus.
Mit der Aufgabe des Lehrstuhls der Dogmatik rückte er für den 1825 verstorbenen Matthias Josef Meurer als Domkapitular nach. Vorher war er bereits durch den Generalvikar Anton Cordel (1760–1826) mit den Aufgaben des Generalvikariats und Synodalexaminators betraut worden.

## Soziales Engagement
Engelbert Schue war der Taufpate des Sohnes Engelbert Nikolaus Schue (1801–1835) seines Bruders Johannes Schue (1770–1837). Noch zu Lebzeiten seines Bruders überschrieb er ihm und dessen Kinder den väterlichen Erbteil.
Sein Interesse richtete sich auf die Pfarrkirche St. Clemens, die während seiner Studienjahre 1790/93 durch einen frühklassizistischen Bau ersetzt wurde. Die Abtei St. Matthias hatte das Kirchenschiff zu finanzieren und Engelbert Schue war ein hilfreicher Finanzier, da ihm als Domkapitular ein Jahreseinkommen von 1.000 zur Verfügung stand. 1839 wurde eine Orgel erbaut und die Kosten in Höhe 400 Talern übernahm er komplett. 1841 entschloss man sich, die beiden alten Glocken umzugießen und eine dritte Glocke hinzuzufügen. Von den Gesamtkosten in Höhe von 985 Talern übernahm Engelbert Schue 686 Taler. Aufgrund der geplanten neuen Glocken musste auch deren Schallfeld optimiert werden und so wurde entschieden, den Kirchturm aufzustocken und einen Turmhelm neu zu errichten. Von den entstandenen Gesamtkosten in Höhe von 1.839 Talern übernahm Engelbert Schue 1.030 Taler.
1847 stiftete er für die Kranken-Armen-Stiftung in Trier 800 Taler, aus dessen Zinsen dürftige Schulkinder und andere Arme der Pfarrei unterstützt werden sollten.

## Ehrungen
Der Engelbert-Schue-Weg in 54349 Trittenheim wurde nach ihm benannt.